# Villar de Samaniego
Villar de Samaniego ist eine westspanische Gemeinde (municipio) in der Provinz Salamanca in der Autonomen Gemeinschaft Kastilien-León. 2024 hatte die Gemeinde 78 Einwohner. Neben dem Hauptort Villar de Samaniego gehört die Ortschaft Robledo Hermoso zur Gemeinde.

## Lage
Villar de Samaniego liegt etwa 90 Kilometer westnordwestlich von Salamanca in einer Höhe von ca. 745 m.
Das Klima ist mäßig. Es fällt Regen in einer mittleren Menge (ca. 600 mm/Jahr).

## Bevölkerungsentwicklung
| Jahr      | 1900 | 1950 | 1960 | 1970 | 1981 | 1991 | 2001 | 2011 | 2021 |
| Einwohner | 460  | 439  | 448  | 333  | 205  | 173  | 120  | 101  | 87   |

## Sehenswürdigkeiten
- Toribiuskirche (Iglesia de Santo Toribio)